# Пунта Маријато
Пунта Маријато (шп. Punta Mariato) је рт у јужном делу Панаме и представља најјужнију тачку континенталног дела Северне Америке.

## Географија
Пунта Маријато се смештен на полуострву Азуеро у панамској провинцији Верагвас, на обали Тихог океана. Налази се на 07°12‘ сгш и 80°53‘ згд.
Ненасељен је и у потпуности прекривен мангровима и густом шумом. У саставу је парка биосфере „Церо Оја“, који је под заштитом УНЕСКО-а.